# Arnaud Binard
Arnaud Binard (Burdeos, 18 de enero de 1971) es un actor francés.

## Biografía
Comenzó en el teatro a la edad de catorce años y durante varios años exploró varias facetas de la actuación. Se mudó a París en 1996 para tomar el curso de Jean Darnel en el Théâtre de l'Atelier. Trabajó durante varios años frente a la cámara para televisión y cine: Le Dernier Seigneur des Balkans (Arte), Le juge est une femme (TF1), Le Ciel sur la tête (France 2), Maison Close (Canal+) ou Empreintes criminelles (FR2) para televisión ; Leïla de Gabriel Axel, À l’aventure de Jean-Claude Brisseau, ID : A de Christian Christansen en el cine.
En noviembre de 2014, Binard fundó la productora audiovisual Atelier K-plan.
Desde 2016, interpreta el papel del Capitán Fontaine, en la serie Agathe Koltès, transmitida por France 3. En 2017, da una entrevista a Paris Match, y declara que la serie cuestiona el lugar de las mujeres en la sociedad.

## Filmografía

### Actor

#### Cine
- 1998: Les Kidnappeurs de Graham Guit
- 1999: Superlove de Jean-Claude Janer
- 2001: Leïla de Gabriel Axel
- 2004: Grande École de Robert Salis
- 2009: À l'aventure de Jean-Claude Brisseau
- 2014: ID:A de Christan E. Christiansen

#### Televisión
- 1995: Le Miracle de l'amour
- 1998: Sous le soleil
- 1999: Manatea, les perles du Pacifique
- 2001: Florence Larrieu : Le juge est une femme
- 2002: Mortes de préférence
- 2002: Duelles
- 2002 - 2004: Groupe flag
- 2002 - 2007: Alice Nevers : Le juge est une femme
- 2003: Valentine d'Éric Summer
- 2004: Lune rousse
- 2005: Le Dernier Seigneur des Balkans
- 2006: Le Ciel sur la tête, de Régis Musset
- 2007: Mystère, de Didier Albert
- 2007: Fort comme un homme, de Stéphane Giusti
- 2009: Joséphine, ange gardien
- 2001: Les Toqués
- 2011 - 2012: Clem
- 2011: Empreintes criminelles, de Christian Bonnet
- 2012: La Nouvelle Maud, de Régis Musset
- 2012: Section de recherches
- 2013: Enquêtes réservées
- 2014: Boulevard du Palais
- 2014: Le Sang de la Vigne, de Marc Rivière
- 2014: Mongeville de Bruno Garcia
- 2014: Guidestones S2 de Jay Fergusson
- 2015: Chérif
- 2016: La Stagiaire (S01E03)
- 2016: Elles... Les Filles du Plessis de Bénédicte Delmas
- 2016: Chérif S3
- 2016 - : Agathe Koltès de Christian Bonnet
- 2017: Meurtres en Auvergne de Thierry Binisti
- 2017: Quartier des Banques
- 2018: Les Innocents de Frédéric Berthe
- 2018: Les Disparus de Valenciennes de Elsa Bennett y Hippolyte Dard

### Director
- 2001: Passage en caisse (cortometraje)